# 池田俊彦 (俳優)
池田 俊彦（いけだ としひこ、1966年8月8日 - ）は、日本の俳優。長野県出身。身長175cm。体重62kg。星座獅子座。血液型A型。劇団NLT所属。

## 作品

### 舞台
- バタフライはフリー（俳優座劇場）
- 毒薬と老嬢（博品館劇場）
- マカロニ金融
- 床の下の幸福
- 緋い記憶（みゆき館劇場）
- 犯人は私だ!
- 宴会泥棒（アントニオ役）
- ホテルZOO
- くたばれハムレット
- 床の下の幸福
- 被告人
- Musical O.G.II -歌って、生きて-[1]

### テレビドラマ
- 太平記
- はぐれ刑事純情派
- 柳生十兵衛七番勝負

### テレビアニメ
- 金田一少年の事件簿（瀬名光一、北垣航也）

### テレビ番組
- あいうえお